# Euthamos
Euthamos (Εὐθάμοϛ) war ein gegen 500 v. Chr. in Athen tätiger griechischer Töpfer. Von ihm hat sich ein signiertes Salbgefäß in der Form eines Negerkopfes erhalten, das sich heute im Museum August Kestner (Inv.-Nr. 1893.7) in Hannover befindet.
Früher wurde seine Signatur falsch als Euphamos gelesen und das Gefäß diesem griechischen Töpfer zugeschrieben, der etwa zur gleichen Zeit tätig war.